# Erneville-aux-Bois
Ne doit pas être confondu avec Erneuville.
Erneville-aux-Bois est une commune française située dans le département de la Meuse, en région Grand Est.

## Géographie

### Hydrographie
La commune est traversée par la ligne de partage des eaux entre les bassins versants de la Meuse et de la Seine au sein respectivement du bassin Rhin-Meuse et du bassin Seine-Normandie. Elle est drainée par l'Aire et le ruisseau Malval,.
L'Aire, d'une longueur de 125 km, prend sa source dans la commune de Saint-Aubin-sur-Aire, à 324 m d'altitude, et se jette  dans l'Aisne, en rive droite à Senuc, à 104 m d'altitude, après avoir traversé 36 communes. 
Le ruisseau Malval, d'une longueur de 10 km, prend sa source dans la commune  et se jette  dans l'Ornain à Nançois-sur-Ornain, après avoir traversé quatre communes. 

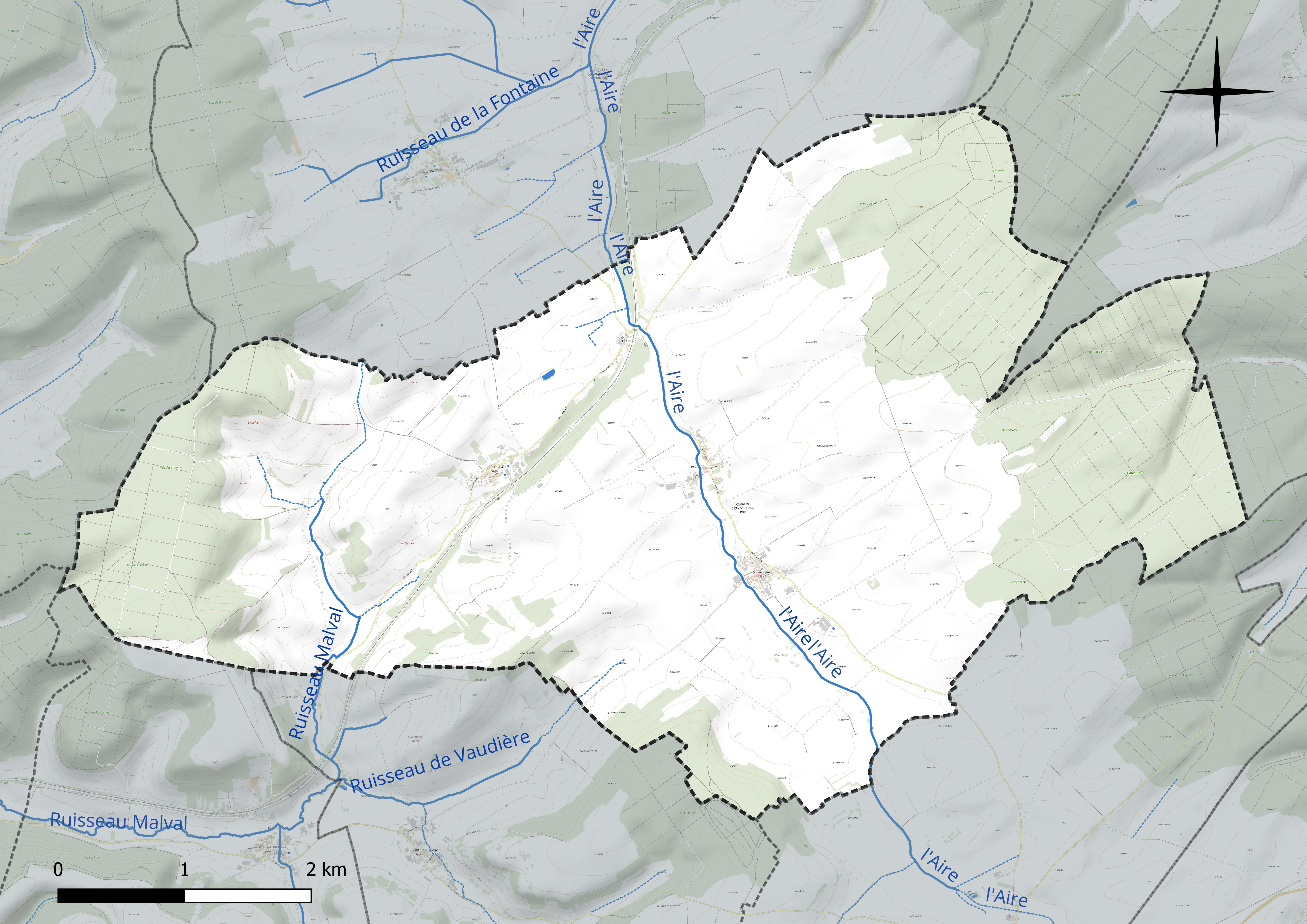
Réseau hydrographique d'Erneville-aux-Bois.

### Climat
Pour des articles plus généraux, voir Climat du Grand Est et Climat de la Meuse.
En 2010, le climat de la commune est de type climat de montagne, selon une étude du Centre national de la recherche scientifique s'appuyant sur une série de données couvrant la période 1971-2000. En 2020, Météo-France publie une typologie des climats de la France métropolitaine dans laquelle la commune est exposée à un climat océanique altéré et est dans la région climatique  Lorraine, plateau de Langres, Morvan, caractérisée par un hiver rude (1,5 °C), des vents modérés et des brouillards fréquents en automne et hiver. 
Pour la période 1971-2000, la température annuelle moyenne est de 9,5 °C, avec une amplitude thermique annuelle de 16,2 °C. Le cumul annuel moyen de précipitations est de 1 066 mm, avec 13,9 jours de précipitations en janvier et 9,8 jours en juillet. Pour la période 1991-2020, la température moyenne annuelle observée sur la station météorologique installée sur la commune est de 9,9 °C et le cumul annuel moyen de précipitations est de 1 021,5 mm. 
La température maximale relevée sur cette station est de 39,4 °C, atteinte le 25 juillet 2019 ; la température minimale est de −24,2 °C, atteinte le 18 février 1956,,. 
| Mois                                  | jan.             | fév.             | mars          | avril         | mai             | juin            | jui.           | août           | sep.            | oct.            | nov.             | déc.            | année      |
| ------------------------------------- | ---------------- | ---------------- | ------------- | ------------- | --------------- | --------------- | -------------- | -------------- | --------------- | --------------- | ---------------- | --------------- | ---------- |
| Température minimale moyenne (°C)     | −0,7             | −0,7             | 1,2           | 3,1           | 6,9             | 10              | 12,1           | 12,1           | 9               | 6,4             | 2,8              | 0,4             | 5,2        |
| Température moyenne (°C)              | 2,1              | 2,8              | 6             | 9             | 12,8            | 16,1            | 18,4           | 18,2           | 14,4            | 10,6            | 5,8              | 2,9             | 9,9        |
| Température maximale moyenne (°C)     | 4,9              | 6,4              | 10,8          | 14,9          | 18,6            | 22,2            | 24,7           | 24,3           | 19,9            | 14,7            | 8,8              | 5,5             | 14,6       |
| Record de froid (°C) date du record   | −23,3 13.01.1968 | −24,2 18.02.1956 | −19 01.03.05  | −8,7 08.04.03 | −5,2 11.05.1953 | −1,4 04.06.1991 | 1,1 01.07.1962 | 0,7 28.08.1974 | −3,8 17.09.1971 | −8,4 20.10.1972 | −14,6 23.11.1998 | −20,4 20.12.09  | −24,2 1956 |
| Record de chaleur (°C) date du record | 16 05.01.1999    | 21,7 27.02.19    | 25 28.03.1968 | 27,9 25.04.07 | 32,2 28.05.17   | 36,2 27.06.1947 | 39,4 25.07.19  | 39 12.08.03    | 33,3 14.09.20   | 28,5 13.10.23   | 22,5 08.11.15    | 17,6 05.12.1953 | 39,4 2019  |
| Précipitations (mm)                   | 109,2            | 87,7             | 78,6          | 61,3          | 77              | 66,9            | 76,9           | 72,4           | 80,6            | 91,7            | 97,4             | 121,8           | 1 021,5    |

| Diagramme climatique                                  |             |             |             |           |            |              |              |           |             |            |             |
| J                                                     | F           | M           | A           | M         | J          | J            | A            | S         | O           | N          | D           |
| 4,9−0,7109,2                                          | 6,4−0,787,7 | 10,81,278,6 | 14,93,161,3 | 18,66,977 | 22,21066,9 | 24,712,176,9 | 24,312,172,4 | 19,9980,6 | 14,76,491,7 | 8,82,897,4 | 5,50,4121,8 |
| Moyennes : • Temp. maxi et mini °C • Précipitation mm |             |             |             |           |            |              |              |           |             |            |             |

Les paramètres climatiques de la commune ont été estimés pour le milieu du siècle (2041-2070) selon différents scénarios d'émission de gaz à effet de serre à partir des nouvelles projections climatiques de référence DRIAS-2020. Ils sont consultables sur un site dédié publié par Météo-France en novembre 2022.

## Urbanisme

### Typologie
Au 1er janvier 2024, Erneville-aux-Bois est catégorisée commune rurale à habitat très dispersé, selon la nouvelle grille communale de densité à sept niveaux définie par l'Insee en 2022.
Elle est située hors unité urbaine. Par ailleurs la commune fait partie de l'aire d'attraction de Commercy, dont elle est une commune de la couronne,. Cette aire, qui regroupe 19 communes, est catégorisée dans les aires de moins de 50 000 habitants,.

### Occupation des sols
L'occupation des sols de la commune, telle qu'elle ressort de la base de données européenne d’occupation biophysique des sols Corine Land Cover (CLC), est marquée par l'importance des territoires agricoles (66 % en 2018), une proportion sensiblement équivalente à celle de 1990 (65,9 %). La répartition détaillée en 2018 est la suivante : 
terres arables (51,9 %), forêts (34 %), prairies (12 %), zones agricoles hétérogènes (2,1 %). L'évolution de l’occupation des sols de la commune et de ses infrastructures peut être observée sur les différentes représentations cartographiques du territoire : la carte de Cassini (XVIIIe siècle), la carte d'état-major (1820-1866) et les cartes ou photos aériennes de l'IGN pour la période actuelle (1950 à aujourd'hui).

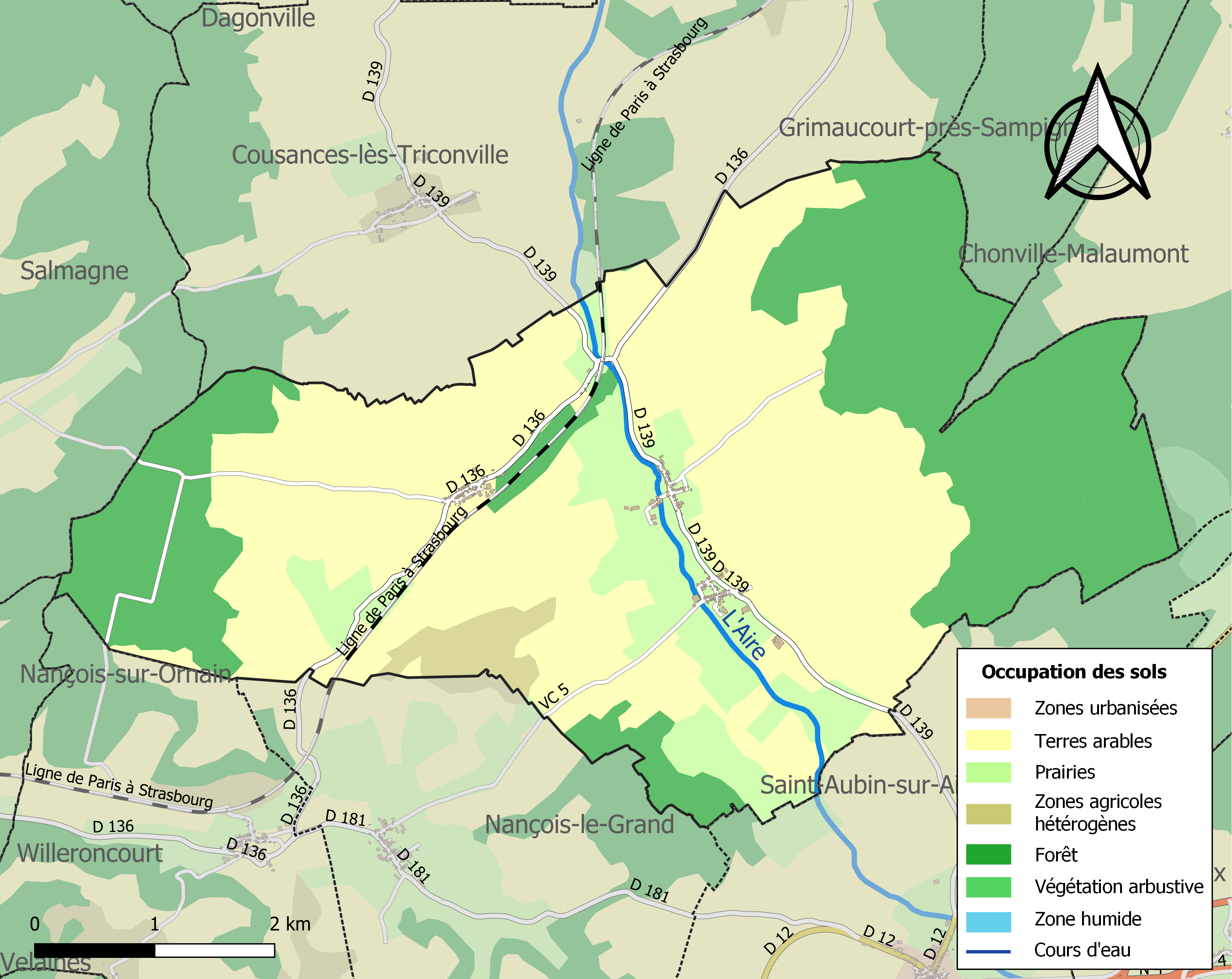
Carte des infrastructures et de l'occupation des sols de la commune en 2018 (CLC).

## Toponymie
Erneville-aux-Bois, créé en 1973, est composé des anciennes communes de  Ernecourt, Loxéville et Domrémy-aux-Bois.

Erneville-aux-Bois est un néo-toponyme composé d'emprunts aux noms des anciennes communes existantes Ernecourt, Loxéville et Domrémy-aux-Bois. Ne pas confondre avec Erneville, un hameau de la commune d'Ouainville en Seine-Maritime.

## Histoire
En 1851, une gare fut inaugurée sur la ligne de Paris à Strasbourg. Cette gare, située à mi-chemin entre Ernecourt, Loxéville et Cousances-lès-Triconville, et était baptisée « Ernecourt-Loxéville ». Fermée aux voyageurs, son bâtiment « Est » type 5 a été revendu comme habitation et a été réduit à l'état de ruine à la suite d'un incendie survenu en 2010.
Le 1er janvier 1973, Ernecourt devient Erneville-aux-Bois à la suite de sa fusion-association avec Domremy-aux-Bois et Loxéville .

## Politique et administration
| Période                                  | Période  | Identité           | Étiquette | Qualité        |
| ---------------------------------------- | -------- | ------------------ | --------- | -------------- |
| Les données manquantes sont à compléter. |          |                    |           |                |
| mars 2008                                | mai 2020 | Hubert Drupt       |           |                |
| mai 2020                                 | En cours | Catherine Fournier | DVC       | Ancienne cadre |

## Population et société

### Démographie
L'évolution du nombre d'habitants est connue à travers les recensements de la population effectués dans la commune depuis 1793. Pour les communes de moins de 10 000 habitants, une enquête de recensement portant sur toute la population est réalisée tous les cinq ans, les populations de référence des années intermédiaires étant quant à elles estimées par interpolation ou extrapolation. Pour la commune, le premier recensement exhaustif entrant dans le cadre du nouveau dispositif a été réalisé en 2008.

En 2022, la commune comptait 146 habitants, en évolution de −10,98 % par rapport à 2016 (Meuse : −4,4 %, France hors Mayotte : +2,11 %).
| 1793 | 1800 | 1806 | 1821 | 1831 | 1836 | 1841 | 1846 | 1851 |
| ---- | ---- | ---- | ---- | ---- | ---- | ---- | ---- | ---- |
| 226  | 190  | 226  | 199  | 242  | 223  | 234  | 226  | 201  |

| 1856 | 1861 | 1866 | 1872 | 1876 | 1881 | 1886 | 1891 | 1896 |
| ---- | ---- | ---- | ---- | ---- | ---- | ---- | ---- | ---- |
| 214  | 203  | 207  | 175  | 183  | 192  | 189  | 185  | 178  |

| 1901 | 1906 | 1911 | 1921 | 1926 | 1931 | 1936 | 1946 | 1954 |
| ---- | ---- | ---- | ---- | ---- | ---- | ---- | ---- | ---- |
| 154  | 165  | 174  | 167  | 257  | 158  | 161  | 165  | 164  |

| 1962 | 1968 | 1975 | 1982 | 1990 | 1999 | 2006 | 2008 | 2013 |
| ---- | ---- | ---- | ---- | ---- | ---- | ---- | ---- | ---- |
| 140  | 120  | 199  | 216  | 200  | 174  | 172  | 172  | 169  |

| 2018 | 2022 | - | - | - | - | - | - | - |
| ---- | ---- | - | - | - | - | - | - | - |
| 155  | 146  | - | - | - | - | - | - | - |

## Culture locale et patrimoine

### Lieux et monuments
- L'église Saint-Mansuy d'Ernecourt.
- L'église Saint-Paul de Loxéville.
- L'église Saint-Remy de Domrémy-aux-Bois.

### Héraldique
| Blason de Erneville-aux-Bois | Blason  | Coupé : au 1er de gueules à la colombe du saint Esprit fondant et tenant dans son bec la sainte Ampoule d'or, accostée de deux épées hautes d'argent garnies d'or posées en bande à dextre et en barre à senestre, au 2e d'azur à trois pals d'argent et à l'agneau couché d'or tenant une hampe du même ornée d'un tau de gueules, brochant sur le pal du milieu. |
| Blason de Erneville-aux-Bois | Détails | Création Robert André Louis. Adopté en mars 2017. |